# Anna Melikian
Anna Melikian (Bakú, 8 de febrero de 1976) es una directora y productora de cine y televisión rusa cuyo trabajo ha sido reconocido con varios premios en los principales festivales internacionales de cine. Tras su participación en el Festival de Cine de Sundance de 2018, fue incluida en el TOP 10 de directores de cine con mayor proyección de futuro por la revista Variety.

## Trayectoria
Anna Melikian nació en Bakú, Azerbaiyán. Pasó su infancia en Ereván, Armenia. A la edad de 17 años se mudó a Moscú, Rusia.
Melikian estudió en la escuela de cine de la Universidad Panrusa Guerásimov de Cinematografía en Moscú (donde fue alumna del Profesor Sergey Solovyov y de Valery Rubinchik).  Durante sus estudios, recibió el premio Santa Ana por Poste restante (2000).
En la década de 1990 trabajó durante un tiempo en televisión como directora de varios programas y guionista de anuncios comerciales de vídeo y otros proyectos televisivos.
Después de graduarse, recibió una beca de la organización rusa GosKino y realizó varios documentales y películas para televisión. En 2008, su película La sirena (2007) fue galardonada con el Premio del Festival Internacional de Cine de Berlín. En 2014, su película Star le valió el premio a la Mejor Directora en Kinotavr.
Su película de 2015 About Love le valió el Premio Principal y el Premio del Jurado de Distribuidores de Cine en el Festival de Cine Kinotavr, así como el Premio Golden Eagle al Mejor Largometraje.
Desde 2005 todas sus películas se ruedan con su propia productora: la compañía cinematográfica Magnum.

## Premios
- Festival Internacional de Cortometrajes de Clermont-Ferrand, 2001, Premio Especial del Jurado por Poste restante (2000)
- Festival Internacional de Cine de Melbourne, 2001, Premio de la Ciudad de Melbourne al Mejor Cortometraje Experimental Poste restante (2000)
- Festival Internacional de Cine de Berlín, 2008, Premio FIPRESCI por: Rusalka (2007)
- Festival Internacional de Cine de Ereván Golden Apricot, 2008, Largometraje por Rusalka (2007)
- Festival Internacional de Cine de Karlovy Vary, 2008, Premio Cámara Independiente por Rusalka (2007)[9]
- Festival Internacional de Cine de Sofía, 2008, Gran Premio por Rusalka (2007)
- Festival de Cine de Sundance, 2008, Premio a la dirección, Cine mundial - Drama por Rusalka (2007)
- Kinotavr, 2014, Premio a la dirección, Estrella (2014)[10]
- Premios Unicornio de Oro 2016, Mejor cortometraje "8"
- Premio Golden Eagle 2016, Mejor película, Sobre el amor (2015)

## Filmografía

### Directora
- Hada (Feya) 2020
- Ternura (Нежность) 2020
- Los Tres (The Three) 2020
- Acerca del amor (Про любовь, Pro lyubov') 2015
- Estrella (Звезда, Zvezda) 2014
- Sirena (Русалка, Rusalka) 2007
- Marte (Mars) 2004
- Correo restante (До Востребования) 2000

### Productora
- El fantasma (2008) (productor)
- Novia a cualquier precio (2009) (productor)
- Semeyka Ady (2007) (coproductora)

### Escritora
- Sirena 2007
- Marzo de 2004